# Powiat Ełcki
Der Powiat Ełcki ist ein Powiat (Kreis) im östlichen Teil der polnischen Woiwodschaft Ermland-Masuren. Er wird von den Powiaten Olecko, Giżycko sowie Pisz umschlossen und grenzt im Osten an die Woiwodschaft Podlachien.

## Gemeinden
Der Powiat umfasst fünf Gemeinden, die in Landgemeinden und Stadtgemeinden unterschieden werden:
Stadtgemeinde:
- Ełk (Lyck)

Landgemeinden:
- Ełk
- Kalinowo (Kallinowen)
- Prostki (Prostken)
- Stare Juchy (Alt Jucha)